# Hurley (Dakota Południowa)
Hurley – miasto w Stanach Zjednoczonych, w stanie Dakota Południowa, w hrabstwie Turner.